# Nicholas Saunderson
Nicholas Saunderson (Thurlstone, vlak bij Penistone, Yorkshire, januari 1682 – Cambridge, 19 april 1739) was een Engels wis- en natuurkundige. Volgens een vooraanstaand historicus van de statistiek is Saunderson mogelijk de eerste ontdekker van de stelling van Bayes geweest.

## Biografie
Saunderson werd in januari 1682 geboren in Thurlstone, Yorkshire. Toen hij ongeveer een jaar oud werd hij blind, toen hij door de pokken werd getroffen, maar dit verhinderde hem niet kennis van Latijn en Grieks op te doen en wiskunde te studeren. Als kind zou hij zichzelf hebben leren lezen door de gravures op de grafstenen rond de Sint John the Baptist Church in Penistone met zijn vingers af te tasten. Zijn middelbare onderwijs genoot hij aan de Penistone Grammar School.
In 1707 begon hij zijn studies aan de Universiteit van Cambridge, waar hij bij vriend Joshua Dunn, een collega-student zonder beurs aan Christ's College, verbleef. Gedurende deze tijd verbleef hij in Christ's College, maar werd het hij niet toegelaten tot de universiteit. Met de toestemming van de Lucasian professor, William Whiston, mocht Saunderson onderwijzen en colleges geven in de wiskunde, astronomie en optica. Whiston werd van zijn leerstoel ontheven op 30 oktober 1710, als gevolg van een procedure die door de hoofden van de colleges tegen hem was aangespannen. Koningin Anne kende Saunderson op 19 november 1711 een Master of Arts graad toe, zodat hij in aanmerking zou komen om Whiston als Lucasian professor op te volgen. De volgende dagen werd hij als de vierde Lucasian professor gekozen. Op 6 november 1718 werd hij verkozen tot fellow van de Royal Society. Hij bleef woonachtig in Christ's College tot 1723, toen hij trouwde en een huis in Cambridge betrok. Hij werd op bevel van George II in 1728 tot doctor in de rechtsgeleerdheid benoemd. Hij stierf op 19 april 1739 aan scheurbuik en werd begraven in het koor van de parochiekerk te Boxworth in de buurt van Cambridge.
Saunderson bezat de vriendschap van veel vooraanstaande wiskundigen van zijn tijd, zoals Isaac Newton, Edmond Halley, Abraham de Moivre en Roger Cotes. Zijn gehoor en tastzin waren buitengewoon scherp, waardoor hij mentaal lange en ingewikkelde wiskundige berekeningen kon uitvoeren. Hij ontwierp een rekenmachine of abacus, waarop hij rekenkundige en algebraïsche operaties op de tast kon uitvoeren; deze methode wordt soms tastbaar rekenen genoemd, een verslag hiervan heeft hij in zijn gedetailleerde werk Elements of Algebra gegeven. Dit werk was zo goed als klaar toen hij stierf en werd een jaar na zijn dood in 1740 door zijn weduwe en kinderen uitgegeven. 
Van zijn andere geschriften, die hij heeft opgesteld voor zijn leerlingen, is alleen The Methode of Fluxions gepubliceerd. Aan het einde van deze verhandeling geeft hij in het Latijn, een uitleg van de belangrijkste proposities van de filosofie van Isaac Newton.

## Nalatenschap
Sint Johns Gardens bij Sint Johns Kerk in Penistone heeft een gedenktekenspiraal voor Saunderson. De tuinen zijn een gezamenlijk project tussen Sint John the Baptist Church, Penistone en de Penistone & District Community partnerschap
Saunderson leven is het onderwerp geworden van een musical met de titel No Horizon (Geen horizon), geschreven door Andy Platt, een onderwijzeres uit de buurt van Thurlstone, waar Saunderson was geboren. Daarnaast is plaatselijk een straat naar hem vernoemd.

## Voetnoten
1. ↑  Find a Grave.
2. ↑  (en)  Stephen M. Stigler, Who Discovered Bayes's Theorem? (Wie ontdekte de stelling van Bayes), The American Statistician, Vol. 37, nr. 4, deel 1 (november, 1983), pag 290-296; verzameld in Stephen M. Stigler (1999), Statistics on the Table: The History of Statistical Concepts and Methods (Statistieken op tafel: de geschiedenis van statistische begrippen en methoden, pag. 291-301, Harvard University Press ISBN 978-0-674-83601-3 (HBK) ISBN 978-0-674-00979-0 (pbk).
3. ↑  Volgens Venn werd hij formeel tot Christ's College toegelaten in 1707.
4. ↑  Penistone & District Community partnerschap